# Порт-Луи (округ)
Порт-Луи (англ. Port Louis) — округ Маврикия, расположенный на северо-западе острова Маврикий. По переписи 2010 года, численность населения составляет 119 706 человек (на 31 декабря 2015 года), район занимает площадь 42,7 км², плотность населения — 2803,41 чел./км². В округе находится одноимённая столица Маврикия город Порт-Луи, являющийся самым крупным городом страны и крупнейшим портом.